# Жибля-Ноуе
Жибля-Ноуе (рум. Jiblea Nouă) — село у повіті Вилча в Румунії. Адміністративно підпорядковане місту Келіменешті.
Село розташоване на відстані 162 км на північний захід від Бухареста, 13 км на північ від Римніку-Вилчі, 108 км на північний схід від Крайови, 108 км на південний захід від Брашова.

## Населення
За даними перепису населення 2002 року у селі проживали 983 особи.
Національний склад населення села:
| Національність | Кількість осіб | Відсоток |
| -------------- | -------------- | -------- |
| румуни         | 969            | 98,6%    |
| цигани         | 14             | 1,4%     |

Рідною мовою назвали:
| Мова      | Кількість осіб | Відсоток |
| --------- | -------------- | -------- |
| румунська | 969            | 98,6%    |
| циганська | 14             | 1,4%     |